# 윌리엄 휴 우딘
윌리엄 휴 우딘(영어: William Hugh Woodin IPA: [ˈwɪljəm hjuː ˈwʊdɪn], 1955년 4월 23일 ~ )은 미국의 수학자이다. 집합론에 공헌하였다.

## 생애

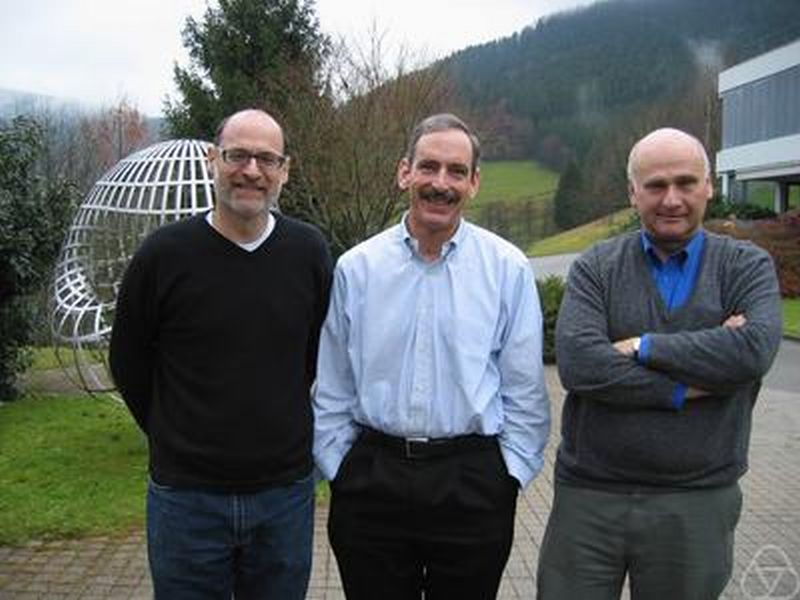
2005년 학회 촬영 사진. 左: 사이 프리드먼(Sy Friedman), 中: 우딘, 右: 메나헴 마기도르

1955년 4월 23일 미국 투손에서 태어났다. 친증조부 윌리엄 하트먼 우딘(영어: William Hartman Woodin, 1868~1934)은 기업가이자 미국 재무부 장관을 역임하였다.
1984년에 로버트 솔로베이 밑에서 캘리포니아 대학교 버클리 수학 박사 학위를 수여받았으며, 이후 캘리포니아 대학교 버클리 수학 교수가 되었다.
현재 하버드 대학교 수학과 교수로 있다.

## 저서
- Woodin, W. Hugh (2010). 《The Axiom of Determinacy, Forcing Axioms, and the Nonstationary Ideal》. De Gruyter Series in Logic and Its Applications 1 (영어) 2판. De Gruyter. ISBN 978-3-11-019702-0. Zbl 1203.03059. 2016년 9월 17일에 원본 문서에서 보존된 문서. 2016년 7월 24일에 확인함.

## 참고 문헌
- Bellotti, Luca (2005). “Woodin on the continuum problem: an overview and some objections” (PDF). 《Logic and Philosophy of Science》 (영어) 3 (1). ISSN 1826-1043.
- Rittberg, Colin J. (2015). “How Woodin changed his mind: new thoughts on the Continuum Hypothesis”. 《Archive for History of Exact Sciences》 (영어) 69: 125. doi:10.1007/s00407-014-0142-8. ISSN 0003-9519.